# Адријан (патријарх Московски)
Патријарх Адријан (рођ. Андреј; септембар 1638, Москва — 15 (26) октобар 1700, Москва) — последњи патријарх у Првом патријаршијском периоду, од 24. августа 1690. до 15. октобра 1700. — Патријарх московски и све Русије.

## Биографија
Према истраживању историчара Александра Авдејева, будући патријарх Адријан рођен је крајем септембра 1638. године. Године 1627, 1637 и 1639 које се наводе у литератури, по његовом мишљењу, нису тачне. 2. октобар, назван као његов рођендан, највероватније је дан његовог крштења. Највећи део Адријановог животног пута пре него што је постао архимандрит Чудовског манастира је непознат.
Већ као монах, био је познат по својој побожности и врлинама патријарху Јоакиму, који га је 1678. поставио за архимандрита манастира Чудов. Управљајући манастиром, архимандрит Адријан је „велико допринео оснивању“ овог манастира. Под његовим надзором подигнута је саборна црква у име Светог Алексија са Благовештенском капелом, као и црква Светог апостола Андреја Првозваног.
Митрополит Адријан је 21. марта 1686. године постављен и 26. марта хиротонисан у епископа и одмах уздигнут у чин митрополита казанског и свијажског. 28. јула 1686. Адријан је стигао у Казањ. Релативно кратак боравак митрополита Адријана на Казанском трину није остао упамћен по неким важнијим догађајима. Иза себе је оставио успомену својим богатим прилогом Благовештенској саборној цркви: „Под овим митрополитом олтарски крст је украшен музијом са дијамантима и другим скупим камењем, други сребрни крст украшен је маргаритама, а Александријско јеванђеље папиром, са сређено је злато и дијаманти и друго скупоцено камење, а његово за патријаршијско даривање, сребром позлаћене посуде исклесане црнилом.” Митрополит Адријан је оставио своју златну панагију у храму. На иницијативу митрополита Адријана, 1688. године, на месту где су, према релативно новијој традицији, казанчани сваке године славили литију са Седмијезерском смоленском иконом Богородице, основана је мала монашка заједница на челу са јерођаконом. Стефан (Сахаров). Касније, 1692. године, када је Адријан већ био патријарх, општина је, његовим указом, претворена у манастир Веденски, где су 1693. године, по наређењу Адријана, пренете честице моштију деветорице кизичких мученика, захваљујући чему су манастир је почео да се зове Кизически. У Казању је митрополит Адријан написао „анти-шизмантско” дело: „О древном предању Св. Апостол и Св. Оче, како сваки православни хришћанин треба да стави своје прсте и штап на крсни знак и на своје лице, и како да то на себи наслика“.
У последњим данима живота патријарха Јоакима, митрополит Адријан је био његова десна рука, а после његове смрти управљао је Московском епархијом, иако је и даље носио титулу митрополита казанског и свијажског.
Митрополит Адријан је 24. августа 1690. године уздигнут на патријаршијски престо. Патријарх Адријан је у свом говору приликом устоличења позвао православне да чувају нетакнуте каноне, одржавају мир, чувају Цркву од јереси. Патријарх Адријан је у „Окружној поруци“ и „Опомени“ пастви, која се састоји од 24 тачке, дао духовно корисна упутства сваком од часова. Није волео бријање, пушење, укидање руске националне одеће и друге сличне свакодневне новотарије Петра I. Патријарх Адријан је разумео и разумео корисне и заиста важне иницијативе цара у циљу доброг уређења Отаџбине.
Патријарх Адријан је настојао да утиче на своју паству искључиво на моралан начин, потпуно одбијајући сваки спољни притисак. Овакав приступ је био олакшан његовим монашким расположењем душе, усредсређеношћу на унутрашњег човека и жељом да пробуди своју савест.
Епархијска управа под патријархом Адријаном наставила је да одржава изглед и карактер који је успоставио патријарх Јоаким. Да би уредио црквени живот, патријарх Адријан је издао „Упутства свештеничким старешинама“ са прецизнијом расподелом послова по наредбама, као и „Свештеничку поуку новопосвећеним свештеницима“. У перу Патријарха Адријана налазе се и службе светим Донату, Ипатију, Данилу Московском и Данилу Перејаславском, неколико поука, писма разним лицима, међу којима два Петру Великом, и неколико писама, међу којима и једно са похвалом будућем Светом Димитрију, митрополит ростовски (тада игуман), коме је патријарх посебно био наклоњен за састављање Чети-Мења.
Духовност и стајање у вери отаца, одбрана традиционалног начина живота нашла је израз како у патријаршијским порукама, тако и у његовом духовном тестаменту, објављеном после смрти патријарха, састављеном три и по године пре његовог смрти. Патријарх је, растајући се са својом паством, завештао да чува „православну веру“, „да поштује Свету и Апостолску Цркву, да је чува од свих јереси и оних које су кушали друже“.
Патријарх Адријан је 1698. године дао благослов да се канонизује Ефросинија Суздаљска, чије су мошти откривене још у 16. веку, и да јој се помене 25. септембра (8. октобра).
Последњих година патријарх Адријан је живео у сеоском Перервинском манастиру, где је и умро 15 (26) октобра 1700. године.
Петар Велики није дошао на опело Патријарха, позивајући се на државне послове, што је био догађај без преседана у руској историји. Како пише Карташев, „Петар је тактично чекао овај крај и тактично се задржао на традиционалном облику заменика патријаршијског престола“, који је трајао више од двадесет година.
Сахрањен је у Успенском сабору Московског Кремља.
Зборник радова
Патријарх Адријан је написао неколико беседа и богословских коментара, од којих су неки објављени; Најважније од њих су: „Белешка о архијерејским судовима” поднета Већу о законику (штампана у чл. Калачову, о значају кормилара у систему другог руског права, 1849) и „Сведочење о Брада“ (штампа Есипов, „Расколничка дела“, 2 св., а према његовом кратком издању, прештампано у 1. тому Венгеровљевог „Критичко-биографског речника“, 1889).
- "Штит вере"
- „Духовни завет“.
- Два писма: „Најближем бојару Алексеју Семеновичу Шеину“ код Азова, 1696.
- Службе: Свети Донат, Ипатије, Данило Московски и Данило Перејаславски. чудотворац.
- „Упутства за свештеничке старешине.
- „Свештеничко учење новопосвећеним свештеницима.
- „О легенди о св. Апостол и Св. Оче: шта и како се слагасте прах о значењу крста.
- „Извод о правима и владарима грчко-руске цркве“.
- 7 докумената упућених Петру И. „Странни”[7]